# Alan Wake II
Alan Wake 2 (estilizado como ALAN WAKE II) es un videojuego de horror de supervivencia desarrollado por Remedy Entertainment y publicado por Epic Games Publishing. Es una secuela de Alan Wake (2010), el juego se lanzó para PlayStation 5, Windows y Xbox Series X/S el 27 de octubre del 2023, únicamente en formato digital.

## Jugabilidad
En comparación con el primer juego de Alan Wake, que era un juego de acción y aventura con temas de terror, Alan Wake II es un juego de supervivencia y terror que se juega desde una perspectiva en tercera persona. Los jugadores juegan como Alan Wake o Saga Anderson en dos historias individuales separadas, que se pueden jugar en cualquier orden que el jugador elija; aunque la secuencia de apertura y la secuencia final del juego solo se pueden jugar como Saga y como Alan, respectivamente.
Wake y Anderson atraviesan entornos y luchan contra enemigos usando varias armas de fuego y una linterna, esta última de las cuales puede estar "enfocada" para hacer que los enemigos sean vulnerables a los ataques con armas de fuego. Enfocar la linterna agota su batería, y los jugadores necesitan usar estratégicamente una cantidad limitada de baterías y municiones para sobrevivir. Cuando los enemigos están cerca, Alan o Saga pueden realizar una maniobra de esquivar.
Alan Wake II incorpora elementos detectives: cuando juegan como Saga, los jugadores siempre pueden pausar el juego para acceder a un espacio libre de enemigos llamado "Mind Place". Descrito por Remedy como un "menú 3D", el Mind Place es una representación visual de los pensamientos de Saga. En el Mind Place, los jugadores gestionan un tablero de pines en el que pueden conectar pistas para armar el misterio principal, así como personajes de perfil para reunir pistas.
Un elemento que regresa de Alan Wake son las páginas de manuscritos: los jugadores encuentran páginas de un manuscrito que presagian los próximos eventos de la historia. A diferencia del juego anterior, Alan Wake II cuenta con un sistema de árbol de diálogos.

## Premisa
13 años después de que el escritor de thrillers superventas Alan Wake desapareciera, se produce una serie de asesinatos rituales en la ciudad de Bright Falls, Washington. Saga Anderson, una agente del FBI, es enviada a Bright Falls para investigar los asesinatos, donde se encuentra enredada en una historia de terror sobrenatural escrita por Wake para escapar de su cautiverio.

## Trama
La agente del FBI Saga Anderson y su compañero Alex Casey son enviados a la ciudad de Bright Falls, Washington para investigar una serie de asesinatos rituales. Investigan a la cuarta y última víctima del caso, el exagente del FBI Robert Nightingale, el cual llevaba 13 años desaparecido antes de ser asesinado por un grupo llamado "La Secta del Árbol". Además del cadáver de Nightingale, Saga encuentra una misteriosa página manuscrita que parece predecir el futuro. Mientras exploran la ciudad, conocen al sheriff Tim Breaker, quien promete ayudarlos en la investigación. Sin embargo, Saga se da cuenta de que varias personas en Bright Falls actúan como si la conociesen desde hace años, a pesar de ser su primera visita a la ciudad. Luego, Saga realiza una autopsia al cadáver de Nightingale y encuentra otra página del manuscrito dentro de su pecho. El cadáver de Nightingale de repente resucita y escapa de la morgue mientras Breaker desaparece misteriosamente.
Mientras persiguen a Nightingale hasta Cauldron Lake, Casey admite que previamente había investigado una secta asesina dedicada a traer de vuelta al desaparecido Alan Wake recreando los asesinatos descritos en sus libros, y sabía que Nightingale había venido a Bright Falls para perseguir a Alan. Saga se encuentra con Nightingale, ahora convertido en un Poseído, y se ve obligado a matarlo, lo que hace que las aguas de Cauldron Lake retrocedan. Luego, Saga encuentra a Alan Wake varado en la orilla del lago y lo detiene mientras descubre evidencias de que una organización llamada Oficina Federal de Control tiene presencia en Bright Falls. Saga y Casey llevan a Alan de regreso a su oficina de campo, donde él cuenta cómo logró escapar del Lugar Oscuro.
Mientras estaba atrapado en el Lugar Oscuro, Alan estuvo continuamente intentando escribir una forma de escapar. Luego se encontró con un excéntrico conserje finlandés llamado Ahti, quien le indica una lámpara de escritorio especial con forma de ángel llamada "Lámpara de Ángel" que tiene el poder de almacenar y transferir luz, lo que en combinación con su capacidad de escritura le permite manipular el Lugar Oscuro para navegarlo mejor. Alan comienza a navegar por una versión oscura y retorcida de la ciudad de Nueva York, siguiendo el rastro de la investigación de Alex Casey sobre la "Secta de la Palabra", dirigida por el doble malvado de Alan, el Sr. Scratch, que lo lleva a través de las diversas escenas de los asesinatos cometidos por el culto. En el camino, Alan también se encuentra con Breaker, que estaba buscando al presentador del programa de entrevistas Warlin Door, creyendo que él es el responsable de atraparlo en el Lugar Oscuro. Alan también ocasionalmente hizo un breve contacto con Saga, y los dos intercambian información vital cuando pudieron. Después de verse obligado a matar a Thomas Zane, el cual se había vuelto loco por su cautiverio dentro del Lugar Oscuro, Alan es contactado por una versión alternativa de sí mismo y le explica que sus repetidos intentos de escapar del Lugar Oscuro le estaban provocando bucles de tiempo.
De vuelta a la realidad, Alan explica que escribió una nueva novela, "Regreso", que lo ayudó a escapar del Lugar Oscuro. Sin embargo, Scratch reescribió el manuscrito para convertirlo en una historia de terror que ahora se hace realidad. Alan advierte que Scratch está buscando el Chasqueador, que es la clave que necesita para liberar completamente la Presencia Oscura, pero a la vez el Chasqueador también es la clave para derrotarla permanentemente. Con una de las páginas del manuscrito que menciona que la Secta del Árbol posee el Chasqueador, Saga decide seguir su rastro y se da cuenta de que "Regreso" ha reescrito su pasado para que su hija Logan se ahogue en un accidente. Enfadada porque Alan los incluyó a ella y a Logan en su historia, Saga recupera el Chasqueador, pero antes de que pueda entregárselo a Alan, llegan agentes del FBC liderados por la Agente Estevez y lo arrestan.
Sin otras opciones, Saga busca a Odin y Tor Anderson, quienes saben más sobre el Chasqueador. Mientras se comunica con ellos y rescata a Tor de Cynthia Weaver, se entera de que Odin y Tor son en realidad su tío abuelo y su abuelo respectivamente, y que heredó sus habilidades de vidente, lo que le permite discernir los cambios en la realidad que "Regreso" está causando. Odin y Tor también explican que el Chasqueador no hace nada por sí solo, sino que mejora enormemente el poder creativo de la persona que lo usa, razón por la cual es importante para Alan y Scratch. Luego, Saga regresa a Bright Falls para llevarle el Chasqueador a Alan, pero descubre con horror que el Alan que escapó del Lugar Oscuro no es el verdadero Alan, sino Scratch. Scratch escapa del cautiverio e intenta quitarle el Chasqueador a Saga, pero se ve frustrado temporalmente y desterrado gracias a la tecnología del FBC.
Al darse cuenta de que el verdadero Alan todavía está atrapado en el Lugar Oscuro, Saga solicita la ayuda de Casey, Odin, Tor y Estevez para llevar a cabo un ritual para convocarlo al mundo real. Mientras tanto, Alan continúa intentando encontrar una salida del Lugar Oscuro y finalmente llega a su antiguo apartamento. Allí, descubre que su esposa Alice había sido atormentada con visiones de Scratch, lo que finalmente la llevó al suicidio. Enfadado, Alan mata a otra versión de sí mismo que al principio cree que es Scratch, pero se horroriza al saber que él mismo mató a una versión que intentaba arreglar "Regreso", perpetuando el bucle. De vuelta en el mundo real, el ritual de invocación no logra convocar a Alan, y Saga se da cuenta de que Alan y Scratch siempre fueron la misma persona, siendo Scratch una versión de Alan que está poseído por la Presencia Oscura. Scratch llega al lugar de invocación y Saga puede desterrarlo del cuerpo de Alan, solo para que Scratch posea a Casey, robe el Chasqueador y arroje a Saga al lago enviándola al Lugar Oscuro.
Con Scratch en posesión del Chasqueador, Alan concluye que la única forma de detener a Scratch es escribiendo un final completamente nuevo para "Regreso". Regresa a su sala de escritura con la ayuda de Ahti e intenta descubrir cómo escribir un final perfecto que salve a todos y al mismo tiempo se mantenga coherente con el género de terror. Mientras tanto, Saga lucha contra el intento de la Presencia Oscura de abrumarla con sus propias emociones negativas y dudas sobre sí misma. Recibe ayuda de una mujer anónima que la dirige hacia el Chasqueador y una bala de luz. Saga toma los dos objetos y escapa de regreso al mundo real. Con el Chasqueador, Alan puede desterrar a Scratch del cuerpo de Casey. Scratch vuelve a poseer a Alan, y Saga le dispara con la bala de luz en la cabeza, aparentemente matándolo a él y a Scratch. Saga intenta llamar a Logan para confirmar su seguridad, pero la escena se interrumpe antes de que se pueda escuchar alguna respuesta.
En una escena poscréditos, una grabación dejada por Alice revela que había logrado recuperar completamente sus recuerdos de lo que le sucedió a Alan en Cauldron Lake. De hecho, había engañado a Alan haciéndole creer que se suicidó como parte de un plan para ayudarlo a escapar del Lugar Oscuro, explicándole que la única forma en que puede escapar de los bucles es a través de la "ascensión". Alan luego revive de su herida de bala y dice: "No es un bucle, es una espiral".

## Desarrollo
Remedy Entertainment lanzó Alan Wake en 2010. Remedy aprendió de sus lecciones trabajando en Max Payne y escribió Alan Wake de una manera que permite que la historia adicional sea contada a través de secuelas y entregas adicionales. El equipo rápidamente comenzó a discutir ideas de secuelas después de que se enviara Alan Wake. La secuela continuaría protagonizada por Alan Wake como protagonista, pero también exploraría las historias de los personajes secundarios, incluido Wake. amigo Barry Wheeler y la sheriff Sarah Breaker. Se creó un prototipo para mostrar la jugabilidad de Alan Wake 2 cuando el estudio estaba mostrando el juego a posibles editores. Nuevos enemigos y nuevas mecánicas de juego, como poder reescribir la realidad. Narrativamente, será una continuación directa de "Alan Wake". En última instancia, Remedy presentó el proyecto al editor de "Alan Wake" Microsoft Studios. Microsoft, sin embargo, en ese momento no estaba interesado en una secuela. y en su lugar, encargó a Remedy que crear algo nuevo. Esto finalmente se convirtió en Quantum Break, que se lanzó en 2016. La mayoría de las ideas para Alan Wake 2 se implementaron en American Nightmare , una continuación descargable del juego original Alan Wake.
Cuando se anunció Quantum Break, Sam Lake explicó que se había pospuesto una secuela de Alan Wake y que Alan Wake no tenía el éxito financiero suficiente para recibir los fondos que necesitaban. para continuar desarrollando la secuela en ese momento. El director de comunicaciones, Thomas Puha, declaró en abril de 2019 que Remedy había regresado brevemente a trabajar en una propiedad de Alan Wake unos dos años antes, pero el esfuerzo no funcionó, afirmando que la empresa estaría ocupada durante los años sucesivos finalizando su nuevo juego, Control, en su juego CrossFire, y un nuevo título. Puha explicó que el único factor limitante para trabajar en una secuela de Alan Wake fue "tiempo, dinero y recursos". A pesar de eso, Lake continuó siendo parte de un equipo en Remedy para intercambiar ideas y trabajar en diferentes encarnaciones de Alan Wake 2. Internamente, el proyecto recibió el nombre en código de "Project Big Fish", que representaba su importancia y significado para Remedy. En el segundo paquete de contenido descargable para Control, el siguiente juego de Remedy después de Quantum Break, Alan Wake apareció como un personaje. Según Remedy, Control estableció el "Remedy Connected Universe" que comparten Control y Alan Wake, y que el próximo juego lanzado por el estudio también estará ambientado en este universo.
En julio de 2018, el director ejecutivo de Remedy, Tero Virtala, declaró que cualquier continuación adicional de Alan Wake requeriría la aprobación de Microsoft Studios como titular de los derechos de publicación, aunque Remedy posee todos los demás derechos de propiedad intelectual de la serie. En julio de 2019, Remedy adquirió todos los derechos de Alan Wake de Microsoft, incluido un pago único de regalías de aproximadamente 2.5 millones de euros por las ventas anteriores de la serie de juegos, lo que ayudó allanar el camino para una secuela. En 2021, se anunció que Remedy había firmado con Epic Games Publishing para el lanzamiento de dos juegos. Remedy lanzó "Alan Wake Remastered" en octubre de 2021 como el primer juego de esta asociación, mientras que el juego triple A se reveló como Alan Wake II cuando el juego se anunció oficialmente en The Game Awards 2021.

### Producción
Con Epic como su editor, Remedy comenzó la producción de Alan Wake II en agosto de 2019. Según Sam Lake, el juego estará impulsado por el propio Northlight Engine de Remedy, y será un juego de survival horror a diferencia de Alan Wake, que es un juego de acción con elementos de terror. Lake agregó además que los jugadores no necesitarán jugar los juegos anteriores para entender Alan Wake II. Remedy confirmó que el juego permanecerá en la perspectiva en tercera persona a pesar del cambio hacia el género de terror y supervivencia, y que tanto Ilkka Villi como Matthew Porretta regresarán para proporcionar la apariencia y la voz de Alan, respectivamente.
La historia de Alan Wake II incluye una misión llamada "Initiation 4" o "We Sing", en la que el jugador guía a Alan a través de un entorno surrealista mientras varios personajes, incluyendo la psique de Alan y Mr. Door, cantan "Herald of Darkness", cuya música es proporcionada por Poets of the Fall (actuando como la banda ficticia "The Old Gods of Asgard"), un musical que resume la historia transcurrida hasta ese punto. La idea para la secuencia musical fue inspirada por eventos similares en juegos anteriores de Remedy. A pesar de las dudas de algunos desarrolladores sobre la idoneidad de la secuencia en un juego de terror, el director, Sam Lake, insistió en mantenerla. La canción se interpretó en vivo en The Game Awards 2023 con la participación de Poets of the Fall y los actores del juego.
En general, el juego tardó 13 años en desarrollarse. Según Sam Lake en una entrevista, esto se debió a que "La secuela incluye muchos personajes y lugares, así como una continuación de la mitología sobrenatural establecida e introducida en el Alan Wake original".
El presupuesto del juego se estima en 70 millones de euros, con 50 millones destinados al desarrollo y otros 20 millones invertidos en marketing. Esto lo convierte en uno de los productos culturales más caros en la historia de Finlandia.